# Nilova Poestyn
Nilova Poestyn (Russisch: Нилова Пустынь) is een balneologisch kuuroord in de Toenka-vallei van de Russische autonome republiek Boerjatië. Het kuuroord ligt aan de rand van de Oostelijke Sajan op 18 kilometer van het dorp Kyren, op een hoogte van 915 meter in het stroomgebied van de rivier de Iche-Oechgoen. Het kuuroord is gecentreerd rond een aantal warmwaterbronnen, met een temperatuur van 41°C.

## Geschiedenis
De mineraalwaterbronnen in de vallei zijn reeds lang bekend bij de lokale Boerjaten, die er in de 18e eeuw naartoe kwamen om zich er te laten behandelen. Het kuuroord zelf werd opgezet in opdracht van de gouverneur van het gouvernement Irkoetsk in 1840, nadat bestuurders uit Irkoetsk in de jaren 30 van die eeuw erachter waren gekomen dat zich er bronnen bevonden.
De naam van het kuuroord komt van de Irkoetskse aartsbisschop Nil Stolbenski die er in 1845 een klooster wilde laten bouwen en daarvoor geld inzamelde bij de handelslieden van Irkoetsk en de gouverneur. Het werd niet naar hem vernoemd maar naar de orthodoxe heilige Nilus de Oude.
Toen Stolbenski werd overgeplaatst naar Jaroslavl gebeurde er echter weinig meer en rond 1890 was het zo vervallen dat men er zelfs over dacht om het kuuroord maar te schrappen. Er was geen medische begeleiding en de behuizing bestond uit houten hutten of tenten. In de jaren 30 werd een groot deel van de gebouwen verwoest door een brand, waarop de lokale districtsbestuurders het omvormden tot een kuuroord voor lokaal gebruik. Tijdens de Tweede Wereldoorlog werden er gewonde soldaten ondergebracht om er te herstellen.
In 1964 werd begonnen met de bouw van een badhuis en kwam er ook weer medisch personeel. Tussen 1976 en 1990 maakte het kuuroord een bloeiperiode door. Er werd veel geïnvesteerd in medische staf en apparatuur en publieke voorzieningen. Door de lage kosten kwamen er veel vakantiegangers op af, tot 10 tot 15.000 mensen per jaar.
In de perestrojka wist het kuuroord maar net het hoofd boven water te houden en werd het aantal pensions teruggebracht van 11 tot 5. De woongebouwen eromheen moesten allemaal worden opgeheven. Eind jaren 90 werd echter weer gebouwd aan nieuwe pensions.